# 巴斯 (阿肯色州)
巴斯（英語：Bass）是位於美國阿肯色州牛頓縣的一個非建制地區。該地的面積和人口皆未知。

## 地理
巴斯的座標為35°54′15″N 92°59′53″W / 35.90417°N 92.99806°W，而該地的平均海拔高度為267米（即876英尺）。